# جوزيف دنيس
جوزيف دنيس (بالإنجليزية: Joseph Dennis)‏ (1779 - 16 نوفمبر 1831) هو لاعب كريكت بريطاني (وحمل سابقاً جنسية المملكة المتحدة لبريطانيا العظمى وأيرلندا).

## وصلات خارجية
- جوزيف دنيس على موقع إي آس بي آن كريك إنفو (الإنجليزية)